# Cesson - Viasilva (métro de Rennes)
Cesson - Viasilva, abrégée en Viasilva sur une partie de la signalétique, est une station de la ligne B du métro de Rennes, dont elle est le terminus nord-est, située dans le quartier Campagne Nord / Via Silva à Cesson-Sévigné dans le département français d'Ille-et-Vilaine en région Bretagne.
Mise en service en 2022, elle est conçue par Anthracite Architecture.
C'est une station, équipée d'ascenseurs, qui est accessible aux personnes à mobilité réduite.

## Situation sur le réseau
Établie en viaduc à l'est du boulevard des Alliés et à côté de la future rue du Colonel Arnaud Beltrame, la station Cesson - Viasilva est située sur la ligne B, dont elle est l'un des terminus, précédant la station Atalante (en direction de Gaîté).

## Histoire
La station Cesson - Viasilva est mise en service le 20 septembre 2022, lors de l'ouverture à l'exploitation de la ligne B. Son ouverture devait coïncider avec l'arrivée des premiers habitants du nouveau quartier ViaSilva. Son nom a pour origine la commune sur laquelle elle est située (Cesson-Sévigné) et le futur quartier de ViaSilva.
Initialement appelée Champs Blancs, du nom de l'avenue des Champs Blancs toute proche, la future station est rebaptisée Cesson - Viasilva en février 2011 après consultation des usagers.

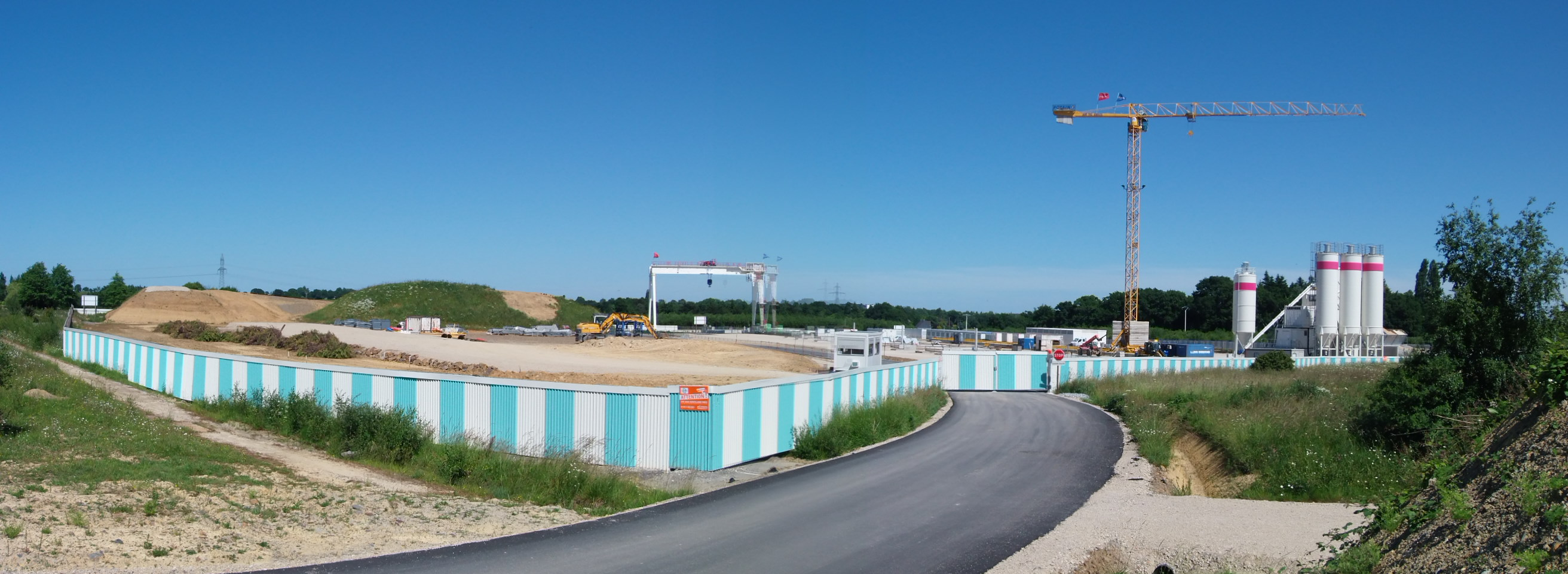
Panorama du chantier en 2015.

La construction de la station a commencé fin 2015. 
Après l'assemblage du viaduc, la construction des locaux techniques souterrains a lieu à l'été 2017 suivi du gros œuvre ; la poutre principale est posée début 2019 puis le second œuvre commence en 2020 avec notamment la pose de l'habillage extérieur de la station,. Les aménagements extérieurs et les finitions sont menés entre la fin 2020 et le printemps 2021, la signalétique est posée à l'été 2021.
Elle est réalisée par les architectes d'Anthracite Architecture,. Ces derniers ont habillé la station à la forme ovoïde évoquant un « cocon de chenille » de plusieurs épaisseurs mailles métalliques spiralées en aluminium anodisé dont la structure s'enroule autour du viaduc, sans le toucher, grâce à un ensemble de poutres le supportant et qui dégagent par la même occasion l'espace intérieur, dont l'habillage est constitué d'acier inoxydable, de verre et de panneaux en bois de chêne assurant l'isolation acoustique,. Le parc relais attenant est quant à lui dessiné par Ateliers O-S Architectes.
La station est située sur un viaduc à 9,7 mètres au dessus du sol, particularité qu'elle ne partage qu'avec deux autres stations de la ligne, Atalante et Beaulieu - Université. Elle en est structurellement distincte. 
Le viaduc est conçu pour pouvoir être prolongé à l'est à l'horizon 2040 au cœur du futur quartier Viasilva, qui est construit sur une des dernières zones non urbanisées à l'intérieur de la rocade de Rennes.
L'artiste suisse Ugo Rondinone a réalisé la sculpture monumentale The Sincere, en pierre de taille et représentant un homme, qui est placée aux abords de la station.
La construction du parc relais débute à l'été 2019 et le gros œuvre se poursuit en parallèle du second œuvre durant l'année 2021.
La structure définitive accueillant le parking relais et la gare routière n'ouvre que le 14 mars 2023, un parking temporaire de 300 places est utilisé d'ici là tandis que la gare routière est temporairement reportée boulevard des Alliés jusqu'au 17 avril 2023, où la gare définitive est mise en service,.

## Service des voyageurs

### Accès et accueil
La station, située au milieu de la place ViaSilva, dispose de quatre accès répartis parallèlement aux quais sur tout le bâtiment :
- Sortie no 1 « voie romaine » : côté sud-est, composé d'un escalier, d'un escalier mécanique et d'un ascenseur ;
- Sortie no 2 « rue du Colonel A. Beltrame » : côté sud-ouest, composé d'un escalier et d'un escalier mécanique ;
- un accès nord-ouest, sur le quai de départ, composé d'un escalier et d'un escalier mécanique ;
- un accès nord-est, sur le quai de départ, composé d'un escalier, d'un escalier mécanique et d'un ascenseur.

De par sa configuration particulière sans salle des billets, il faut redescendre au niveau de la rue pour changer de quai et donc revalider son titre de transport.
La station est équipée de distributeurs automatiques de titres de transport et de portillons d'accès couplés à la validation d'un titre de transport, afin de limiter la fraude. La décision a été confirmée lors du conseil du 30 avril 2015 de Rennes Métropole.

Les quais et les environs la station
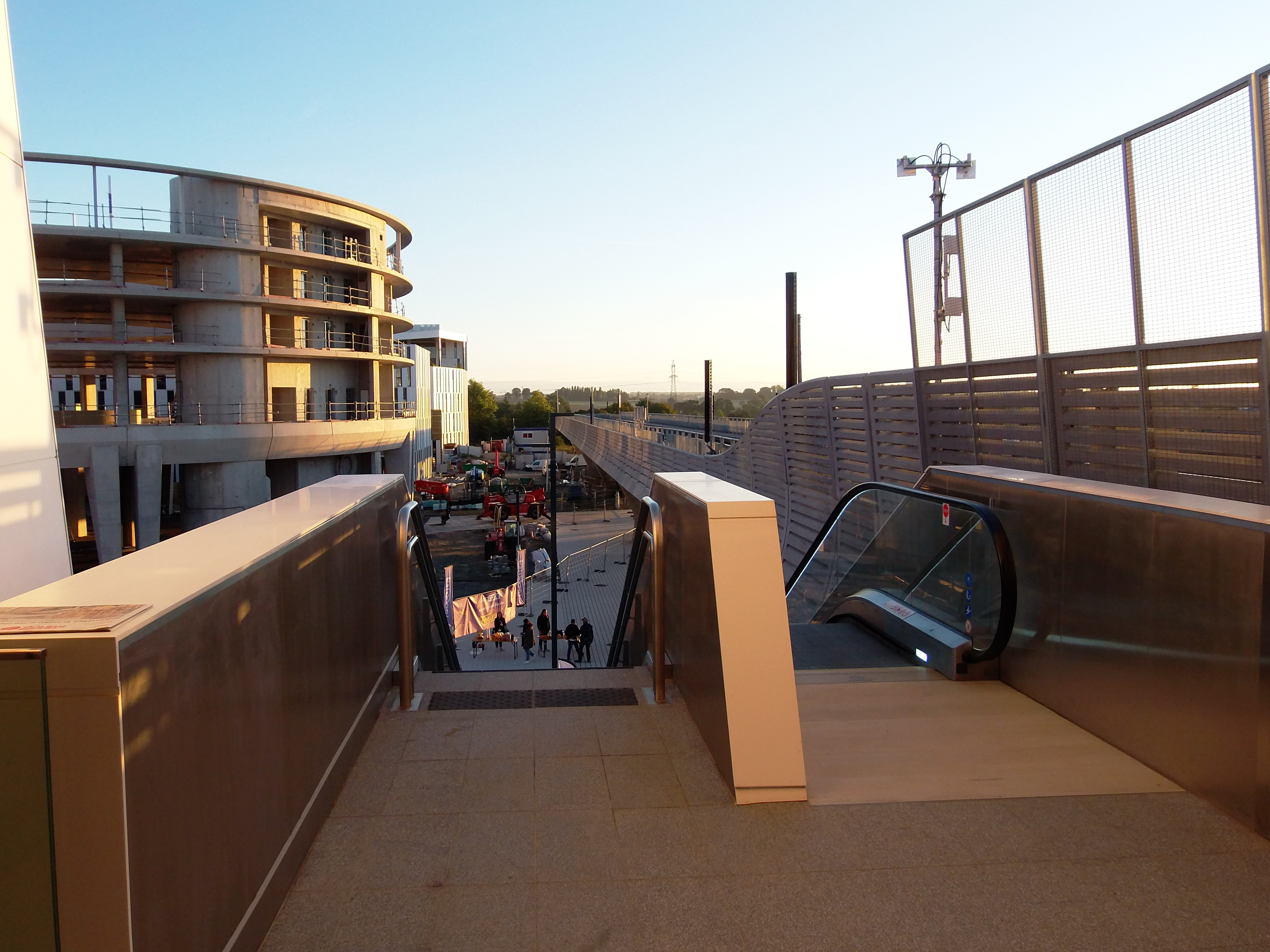
Accès de la station par des escalateurs.
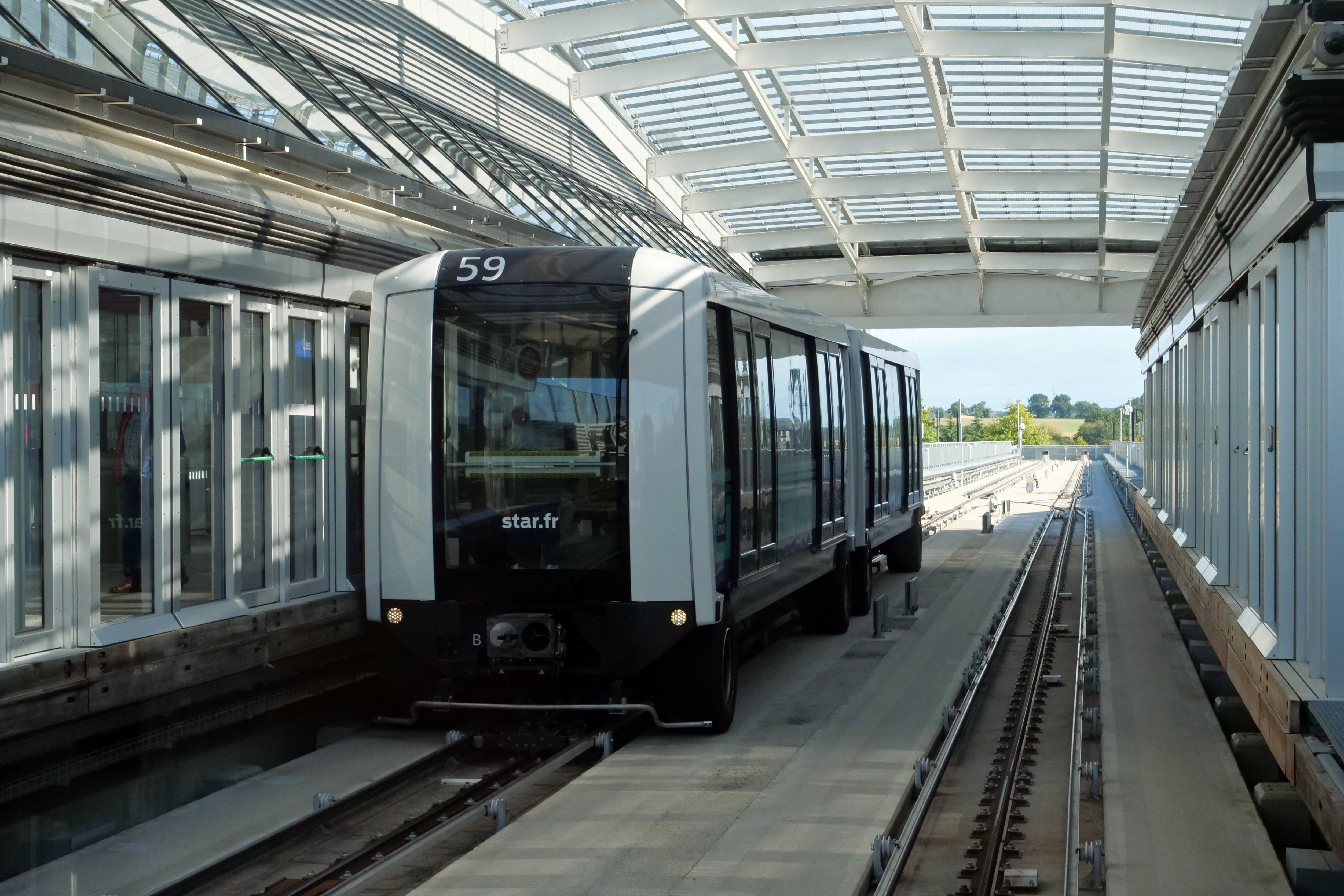
Une rame à quai direction Saint-Jacques - Gaîté.
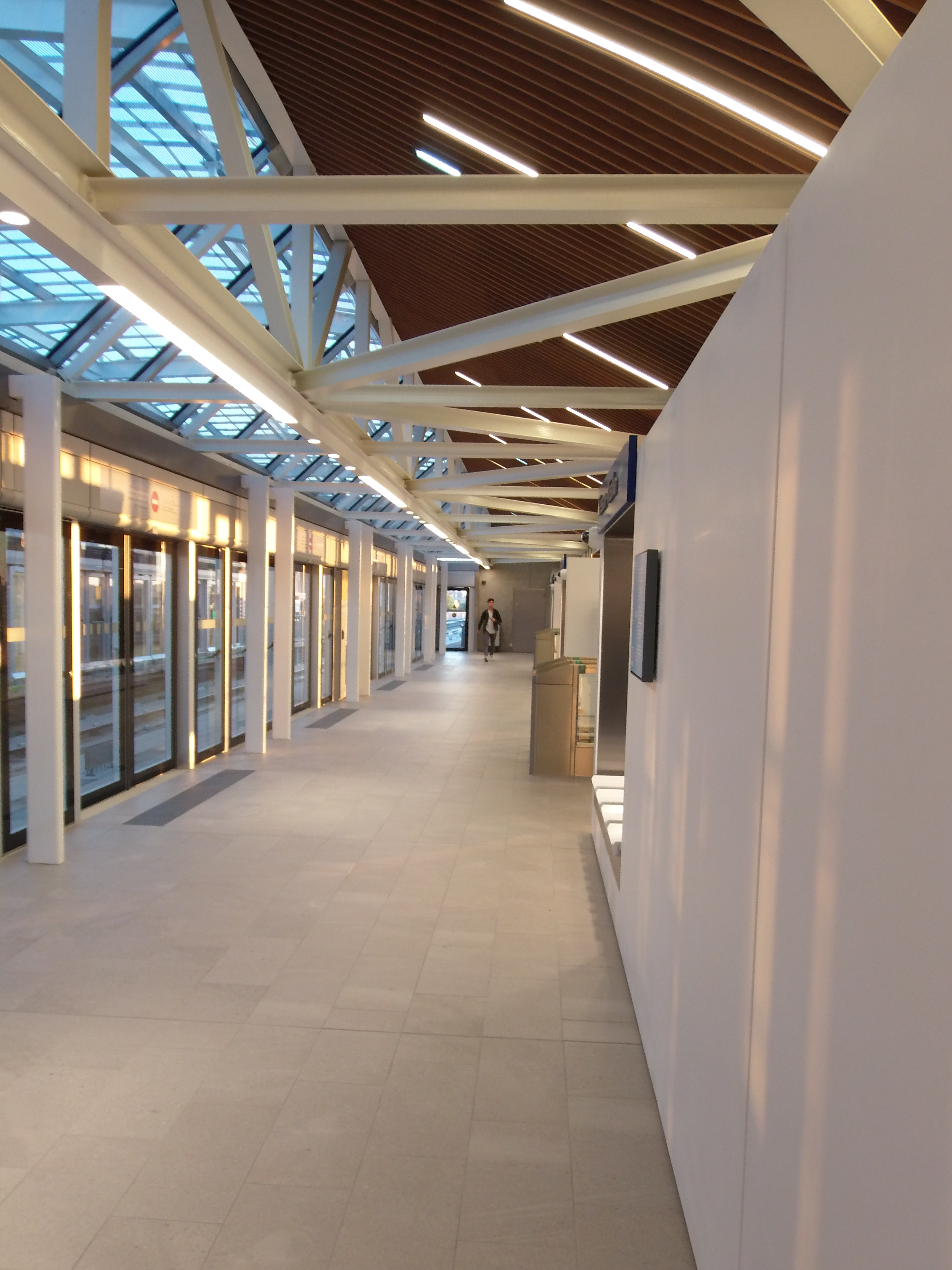
Quai de la station réservé à la descente des voyageurs.

### Desserte
Cesson - Viasilva est desservie par les rames qui circulent quotidiennement sur la ligne B, avec une première desserte à 5 h 10 (7 h 15 les dimanches et fêtes) et la dernière desserte à 0 h 43 (1 h plus tard les nuits des jeudis aux vendredis, vendredis aux samedis et des samedis aux dimanches).

### Intermodalité

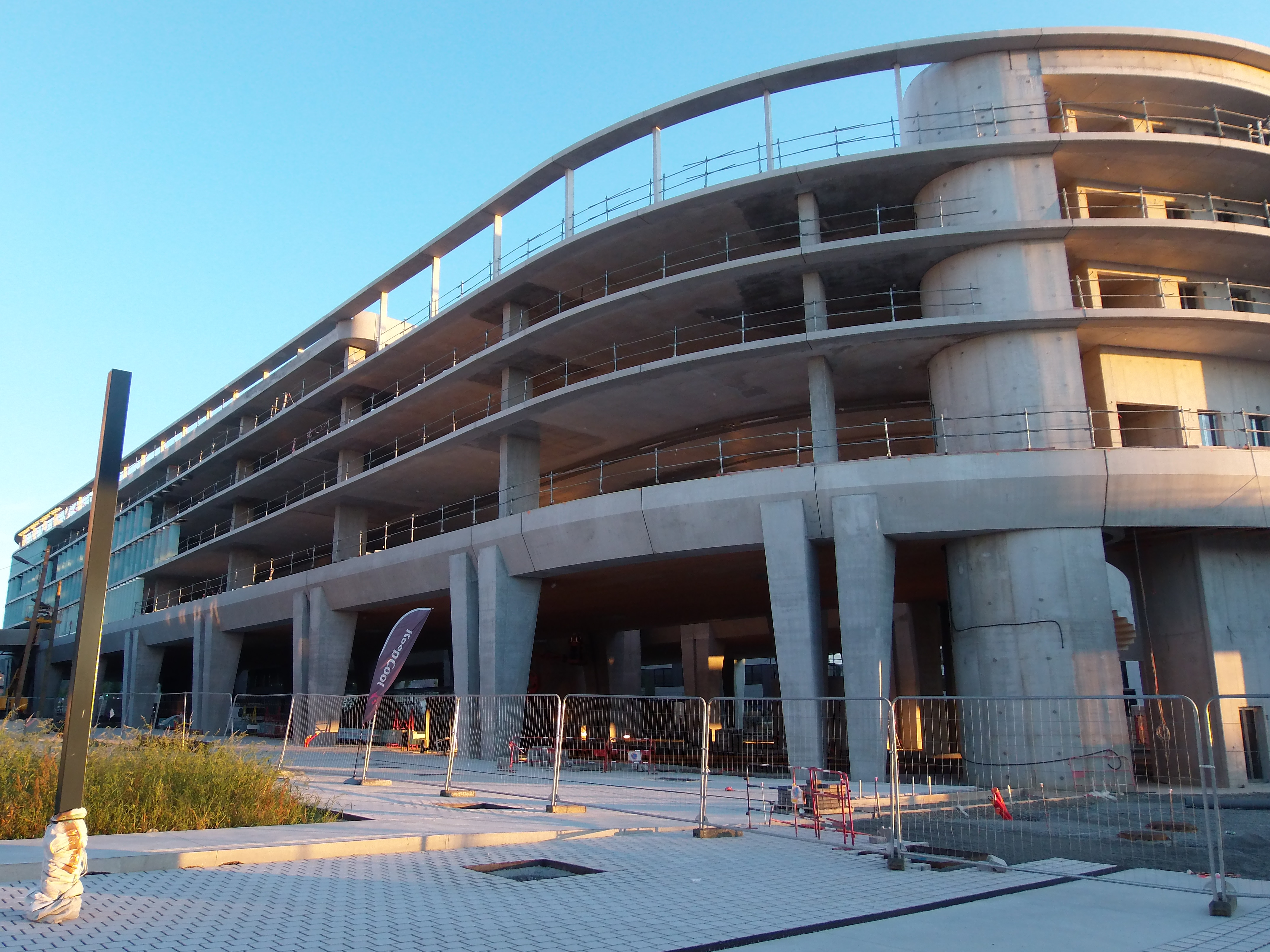
Parc relais et gare routière (au rez-de-chaussée) à proximité de la station de métro.

Un parc relais de près de 800 places voitures et 200 places vélos est créé à proximité, et la station est accompagnée d'une gare routière destinée aux autobus et autocars située au rez-de-chaussée du parc relais avec une organisation en 13 quais répartis de part et d'autre d'une boucle et est un pôle de correspondance majeur pour les lignes du nord-est de l'agglomération,. Des lignes précédemment terminus à la station République y ont été rabattues,.
Elle est desservie par les lignes de bus C2, 34, 50, 64, 70, 83 et 164ex et par les lignes 503, 514, 590 et 591 du réseau régional BreizhGo,.
Une station Citiz Rennes Métropole et un parc à vélos sécurisé C-Park Vélo sont implantés à proximité.
Depuis 2021, alors que la station n'était pas encore en service, elle est le terminus de la première ligne de covoiturage organisé Star't sous l'indice st1,.

## À proximité
La station dessert notamment :
- le quartier des Champs Blancs ;
- le technopole Rennes Atalante ;
- le quartier Via Silva, dont elle s'inscrit dans sa réalisation.